# Gasmeetspuit

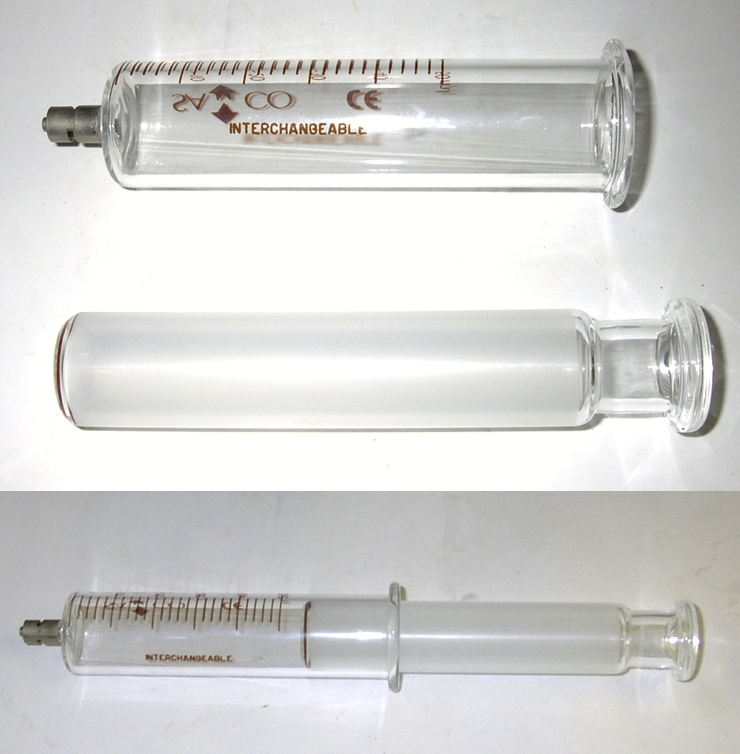
Gasmeetspuit

Een gasmeetspuit is een instrument waarmee in een proefopstelling de hoeveelheid gas die vrijkomt bij een chemische reactie te meten is. Een zuiger wordt door het zich vormende gas door een van glas of plastic gemaakte buis gedrukt waarop het volume is aangegeven in milliliter.